# Acasis
Acasis es un género de polillas perteneciente a la familia Geometridae. El género fue descrita por primera vez por Philogène Duponchel habiendo sido descrita en 1979.

## Especies
- A. appensata (Eversmann, 1842)
- A. bellaria Leech, 1891
- A. miracula Inoue, 1942
- A. ussurica Wehrli, 1927
- A. viretata

Groene blokspanner (Hübner, 1799)
- A. viridata Packard, 1873